# Jordbävningen vid Doggers bankar 1931
Jordbävningen vid Doggers bankar 1931 (engelska: 1931 Dogger Bank earthquake) inträffade den 7 juni 1931 vid Doggers bankar i Nordsjön. Skalvet var det kraftigaste i Storbritannien sedan mätningarna började och uppmättes till 6,1 på Richterskalan, och mellan 3 och 4 på Mercalliskalan.
En mindre tsunamivåg uppstod också utanför Englands östkust, samt flera andra länder längsmed Nordsjön.

### Fotnoter
1. ↑  ”Historical Earthquakes Listing”. British Geological Survey. Arkiverad från originalet den 13 juni 2007. https://web.archive.org/web/20070613072349/http://www.quakes.bgs.ac.uk/earthquakes/historical/historical_listing.htm. Läst 25 september 2007.
2. ↑  ”A tsunami in Belgium?” (på engelska). Naturalsciences.be. 26 juli 2013. Arkiverad från originalet den 25 april 2014. https://web.archive.org/web/20140425180447/http://www.naturalsciences.be/active/sciencenews/archive2005/tsunami. Läst 25 september 2014.